# Regimento de Guardas Friedrich Engels
O Regimento de Guardas Friedrich Engels (em alemão:  Wachregiment „Friedrich Engels“) foi uma unidade de guarda especial das Forças Terrestres do Exército Popular Nacional. O regimento recebeu o nome de Friedrich Engels, o socialista alemão que colaborou com Karl Marx na sistematização do marxismo.

## Missão

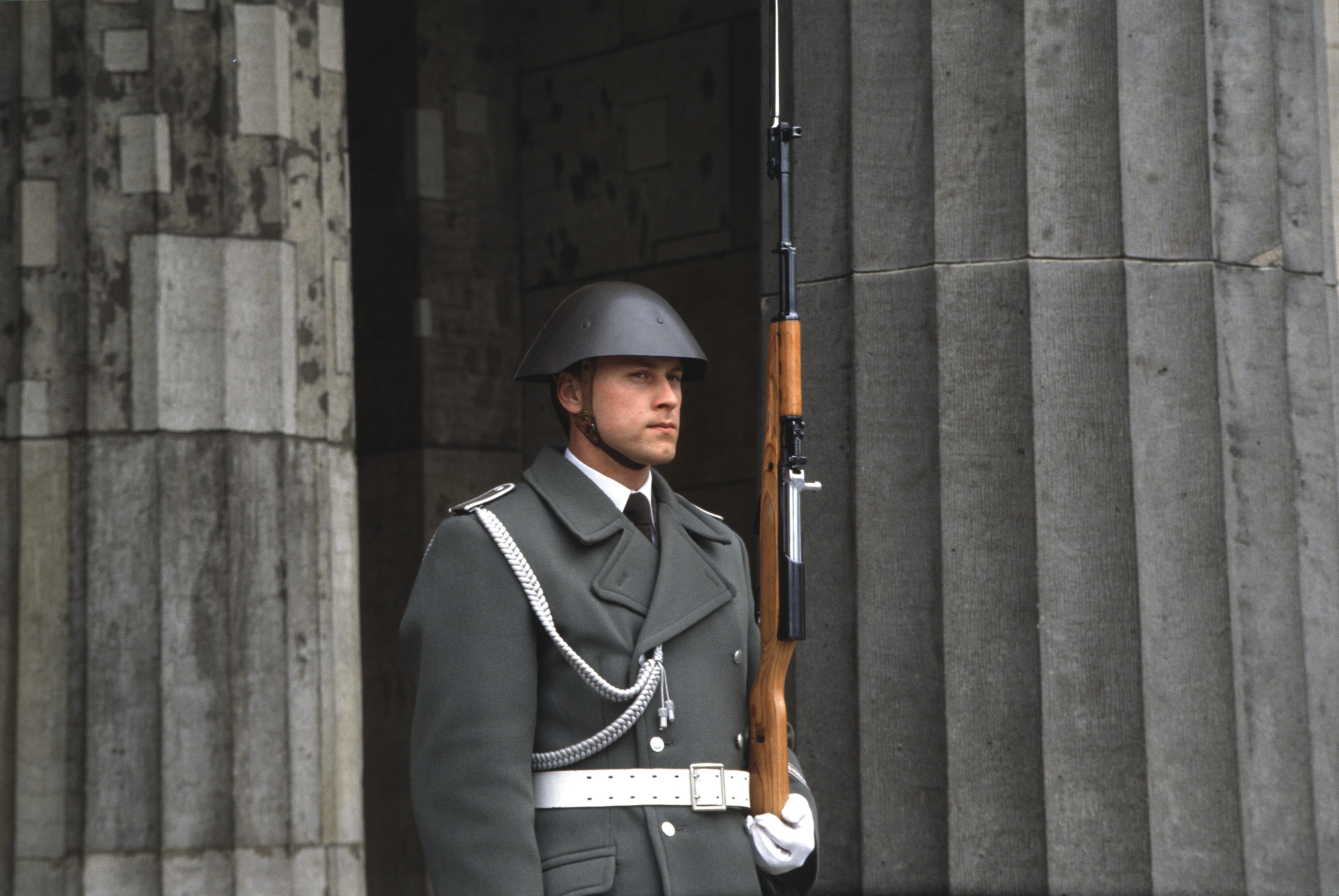
Um membro do regimento com um sobretudo de inverno.

Serviu para fins representativos e para vigilância de vários pontos de referência na Berlim Oriental, incluindo o quartel-general da cidade, o escritório do Ministério da Defesa Nacional da RDA em Berlim Oriental e a filial da Administração de Inteligência do MND em Berlim-Köpenick. O quartel-general do regimento ficava com o comandante da patrulha da cidade em Friedrich-Engels-Kaserne, Am Kupfergraben 1, estacionado em Berlim. Tinha sete companhias, a maioria delas composta por conscritos.
Três companhias eram guardas de honra para o serviço de protocolo, a guarda de honra no "Memorial às Vítimas do Fascismo e do Militarismo" na Neue Wache e o Grande Wachaufzug, realizado semanalmente às quartas-feiras às 14h30 e que era o Desfile dos Guardas. Quatro companhias eram companhias de guarda, uma das quais era formada por reservistas.

## História
O regimento de guarda foi formado pela ordem nº 99/62 do Ministro da Defesa Nacional da RDA. Suas funções eram de guarda, guarda de honra, desfile de honra (Ehrenparade) e implementação da cerimônia militar.
O regimento de guarda foi criado em 1962 a partir de partes do Regimento de Guardas Hugo Eberlein, mas só recebeu o título de "Friedrich Engels" em 1970. Como somente tropas aliadas podiam ser estacionadas em Berlim devido ao status especial da cidade, o regimento era formalmente subordinado ao comandante da guarnição.
As principais tarefas eram a apresentação cerimonial da guarda de honra no memorial Neue Wache em Unter den Linden (Nova Guarda) e a Grande Troca da Guarda, realizada toda quarta-feira e sempre um espetáculo. Além disso, as companhias de honra foram utilizadas como formações de honra para receber convidados de Estado da Alemanha Oriental. Deveres especiais também eram realizados pelo regimento na Grande Tatuagem - uma cerimônia de ordem-unida noturna - enquanto companhias de honra atuavam em funerais de figuras importantes e cerimônias de deposição de coroas de flores.
Os soldados do Regimento de Guarda "Friedrich Engels" eram geralmente conscritos que serviam por 18 meses. A arma de apresentação foi o fuzil SKS, de criação soviética e designado no NVA como "S carabiner led". Cada companhia de soldados de honra tinha duas carabinas, uma de treinamento e uma de desfile. A guarda de honra em Unter den Linden estava equipada com seus próprios fuzis, cujo ferrolho e baioneta eram cromados. O Regimento foi dissolvido junto com o resto do NVA em 1990, com a reunificação da Alemanha.

## Uniformes
Seus uniformes eram quase idênticos aos do Exército Popular Nacional (NVA) e se distinguiam principalmente pela faixa de manga honorária (em alemão:  Ärmelstreife) na manga esquerda com o nome do regimento.

## Galeria

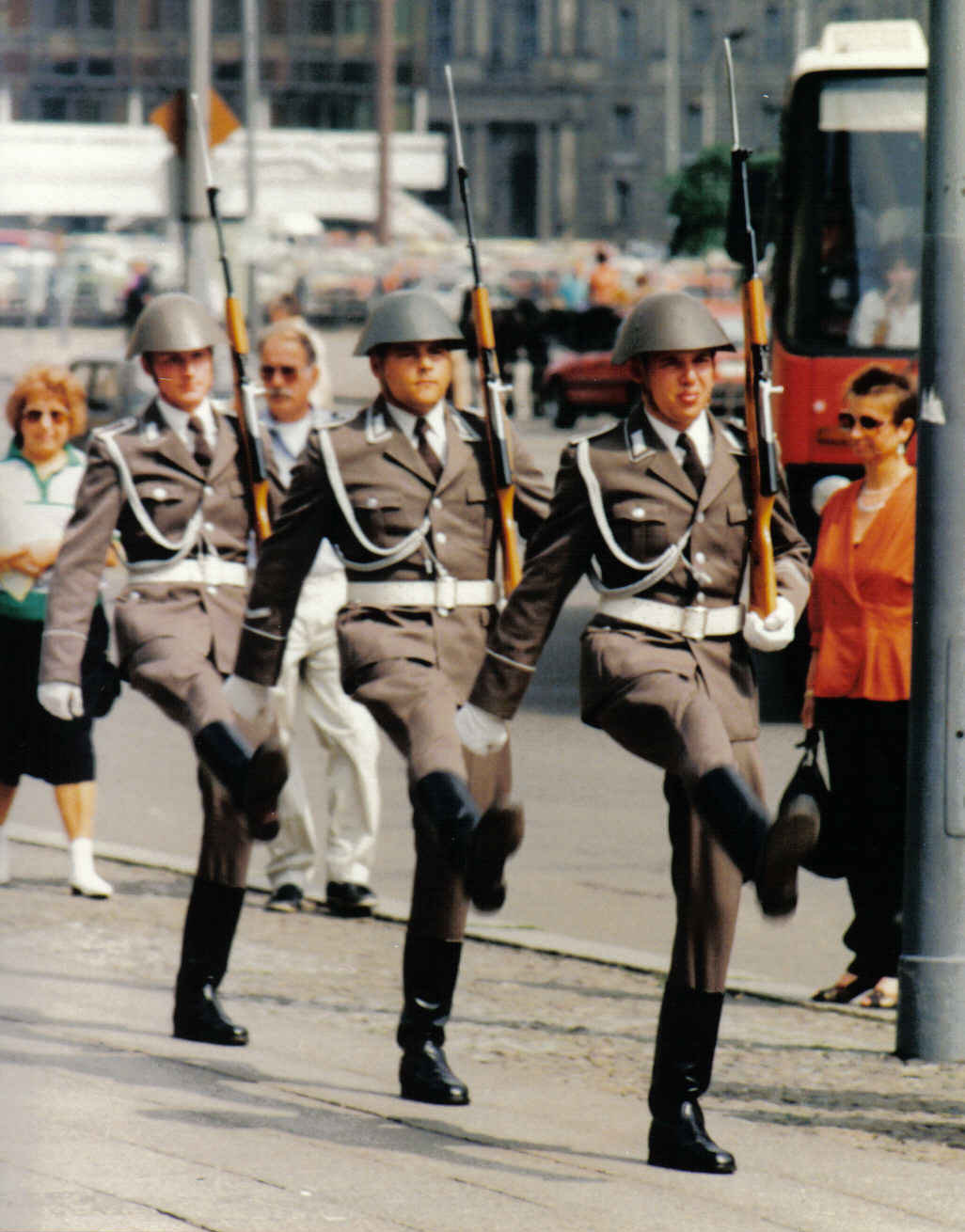
Desfile de honra do NVA em frente ao "Neue Wache" em Berlim na "Unter den Linden" em 1990.
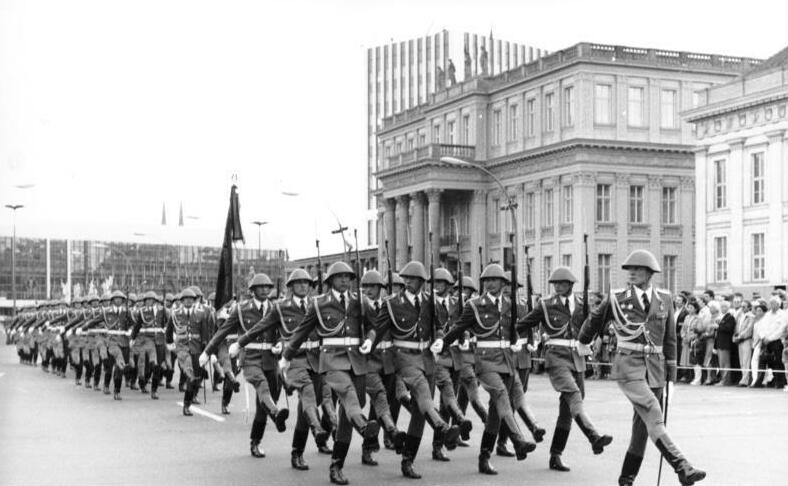
O "Grande Wachaufzug" do NVA durante as celebrações do "40º aniversário da vitória e libertação de Hitler-fascismo" em 1985.
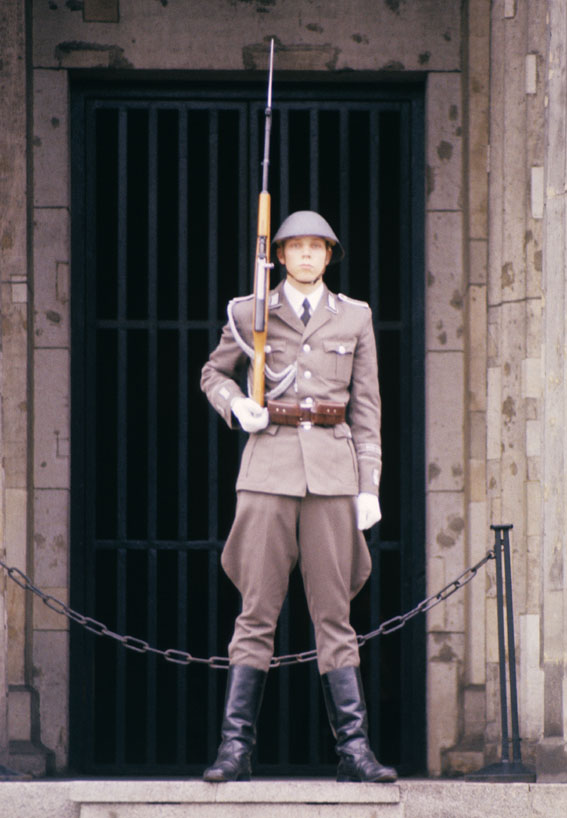
Soldado da guarda de honra do NVA em 1977, em uniforme de verão.
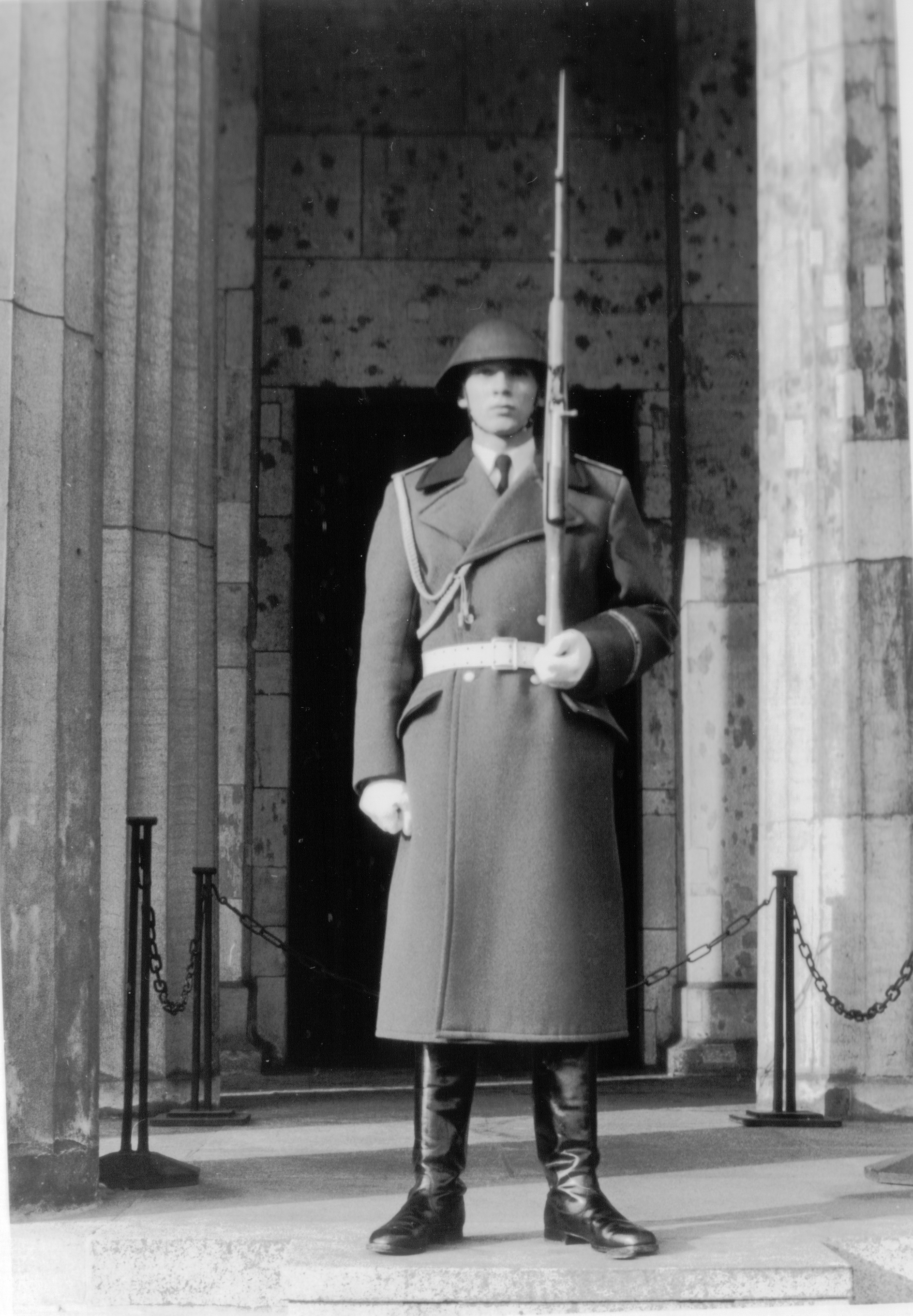
Soldado da guarda de honra do NVA em 1986, uniforme de inverno.